# Sampleíta
Sampleíta es el nombre de un mineral de la clase de los minerales fosfatos, y dentro de esta pertenece al llamado “grupo de la lavendulana”. Fue descubierta en 1942 en la mina Chuquicamata, en la Región de Antofagasta (Chile), y lleva su nombre en honor a Mat Sample, superintendente de minas de Chile Exploration Company, Chuquicamata, Chile.

## Características químicas
Es un compuesto de clorofosfato hidratado de cobre, calcio y sodio. Es el fosfato análogo de la lavendulana, y tiene un polimorfo conocido.

## Formación y yacimientos
Es un mineal de aparición rara, que se forma en la zona de oxidación de yacimientos de minerales del cobre en climas áridos; también se puede formar en el interior de cuevas, con sulfuros de cobre que reaccionan con el guano de los murciélagos que habitan la cueva.
Suele encontrarse asociado a otros minerales como: atacamita, libethenita, pseudomalaquita, torbernita, crisocola, yeso, calcita, jarosita o limonita.